# Stołek składany

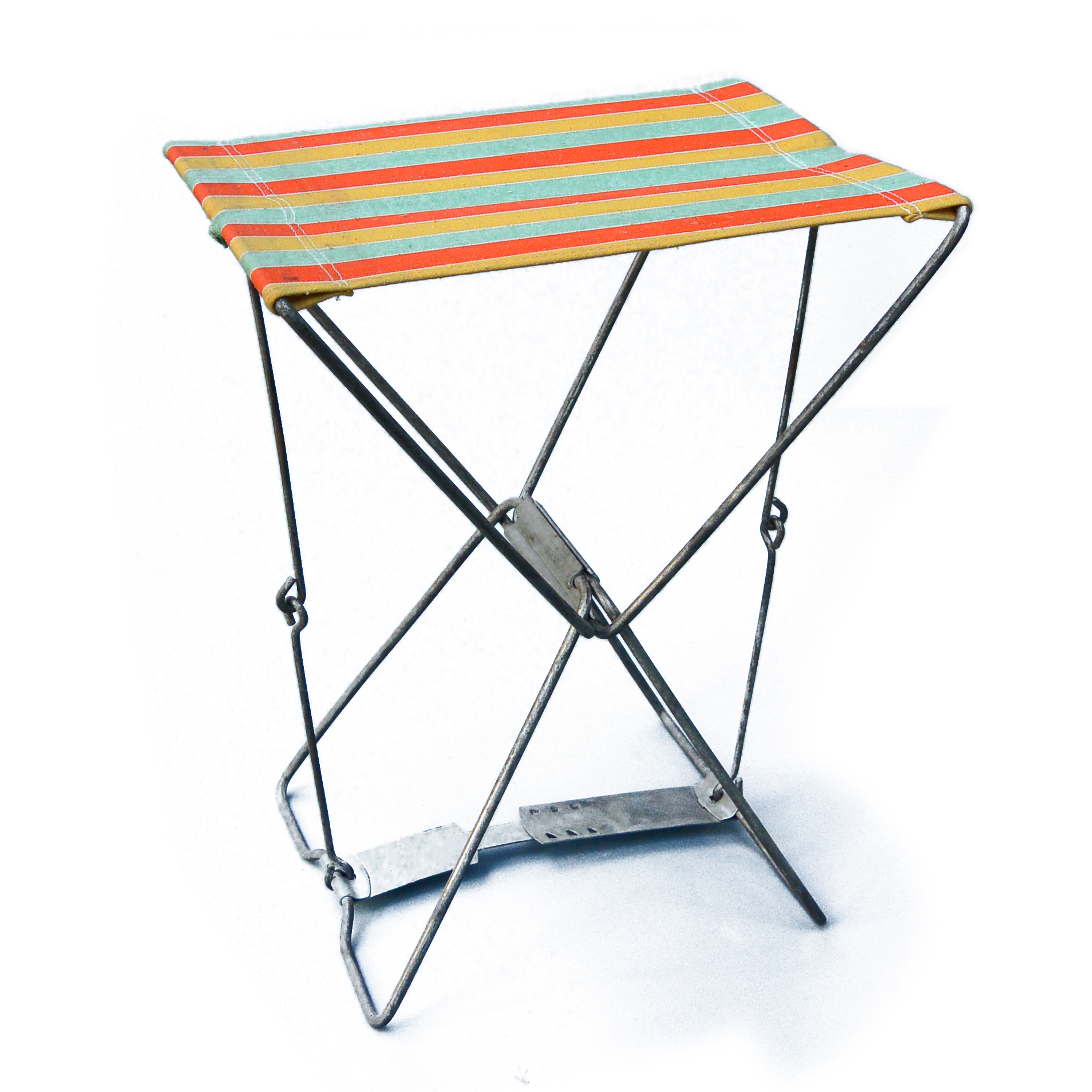
Stołek rozłożony...

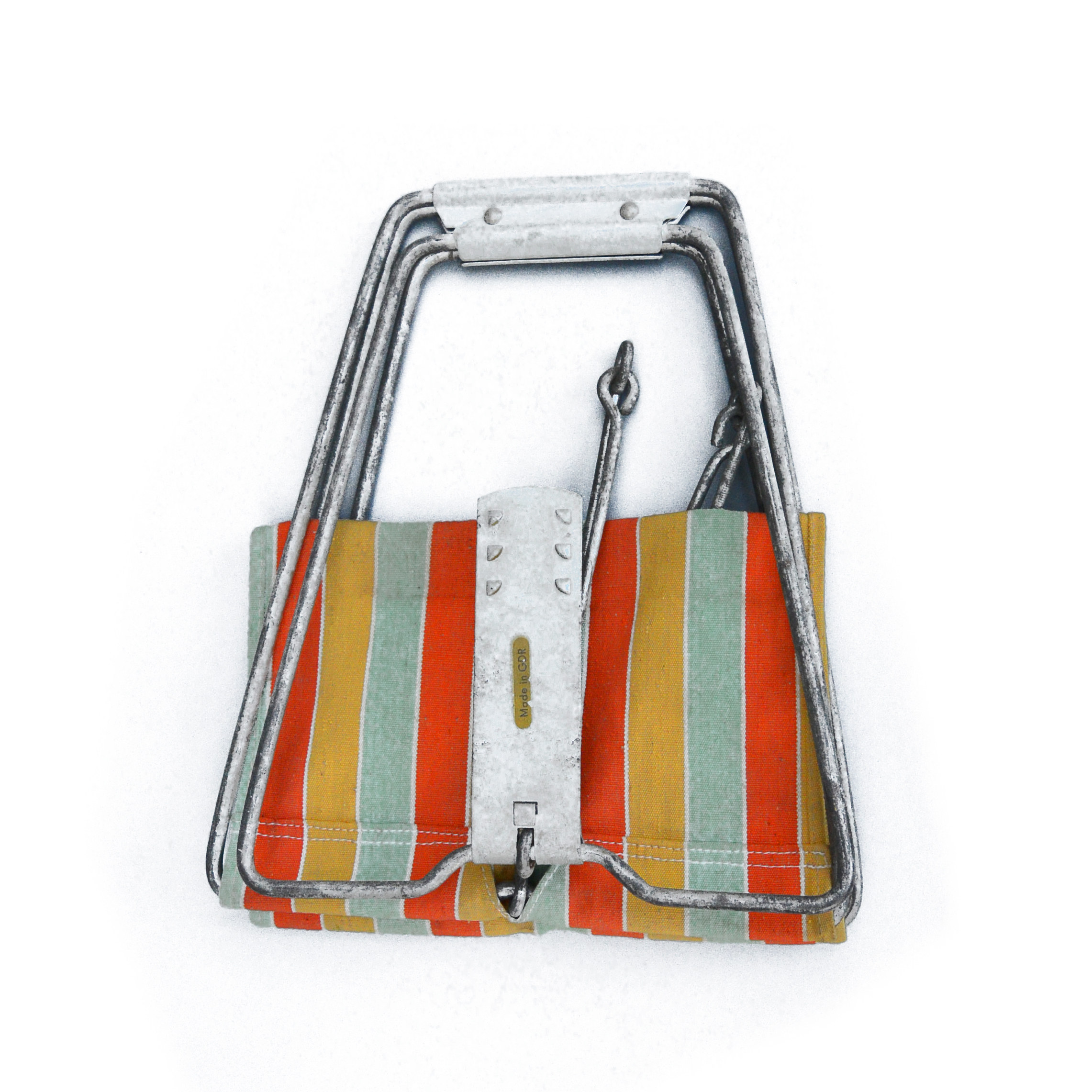
...oraz po złożeniu

Stołek składany (też: pliant) – mebel do siedzenia bez oparcia, ze składanymi (najczęściej krzyżującymi się) nóżkami.
Funkcjonalnością podobny do krzesełka składanego, odróżnia go jednak brak oparcia.
Siedziska ze składanymi nóżkami były znane już w starożytnym Egipcie, Grecji oraz Rzymie (zob. krzesło kurulne).